# Tragia guatemalensis
Tragia guatemalensis är en törelväxtart som beskrevs av Johannes Paulus Lotsy. Tragia guatemalensis ingår i släktet Tragia och familjen törelväxter.
Artens utbredningsområde är Guatemala. Inga underarter finns listade i Catalogue of Life.